# Erromenus brunnicans
Erromenus brunnicans är en stekelart som först beskrevs av Johann Ludwig Christian Gravenhorst 1829.  Erromenus brunnicans ingår i släktet Erromenus och familjen brokparasitsteklar. Arten är reproducerande i Sverige. Inga underarter finns listade i Catalogue of Life.